# Al-Shabaab
Harakat al-Shabab al-Mujahideen (حركة الشباب المجاهدين), "Movimento do Jovem Guerreiro", conhecido geralmente como Al-Shabaab (em árabe: الشباب, "A Juventude"), também conhecido como Hizbul Shabaab ("A Juventude"), e Movimento de Resistência Popular na Terra das Duas Migrações (MRP) é um grupo terrorista e fundamentalista islâmico que atua primordialmente no sul da Somália. É uma organização afiliada à rede Al-qaeda.

## História
Com a queda do ditador Mohamed Siad Barre em 1991, começou a guerra civil da Somália, que dura até hoje. A milícia Al-Shabaab controla por anos grande parte da capital, Mogadíscio, e grandes áreas no centro e sul do país. Com o apoio de tropas etíopes e quenianas, um governo de transição conseguiu expulsar o grupo da capital e a maioria das outras cidades em 2011. No entanto, a milícia Al-Shabaab continua com os ataques cometidos em Mogadíscio e no vizinho Quênia.
O grupo foi fundado em 2004, logo em seguida à derrota sofrida pela União dos Tribunais Islâmicos (UTI) nas mãos do Governo Federal de Transição (GFT) e seus aliados, especialmente as forças armadas da Etiópia, durante a Guerra da Somália (2006-2009). Estima-se que 3 000 membros ou mais da UTI tenham entrado na clandestinidade e formado uma insurgência, com células armadas na capital, Mogadíscio, e por todo o país, passando então a conduzir ataques contra o governo e as forças etíopes. O termo Shabaab ("juventude") é comum a diversos grupos de jovens ao redor do mundo islâmico, e o movimento não deve ser confundido com outras organizações homônimas.
Desde 2015, o grupo recuou de todas as grandes cidades da Somália, após ofensivas do governo do país e de nações africanas vizinhas, com apoio do Mundo ocidental. Ainda assim, o Al-Shabaab permanecia no controle de grandes porções das regiões rurais somali. Embora enfraquecido pelas recentes perdas, o Al-Shabaab ainda retém bastante poder na região do chifre da África, aumentando a intensidade e a violência dos seus atentados, especialmente utilizando caminhões-bomba, que deixam centenas de mortos (como o de 2017 e o de 2019).